# HD 134443
HD 134443，又名CD-44 9921，SAO 225516、HR 5643，是一颗恒星，视星等为7.39，位于銀經327.21，銀緯10.89，其B1900.0坐标为赤經15h 4m 46.1s，赤緯-44° 10.89′ 54″。